# Johannes Holthusen (Domdekan)

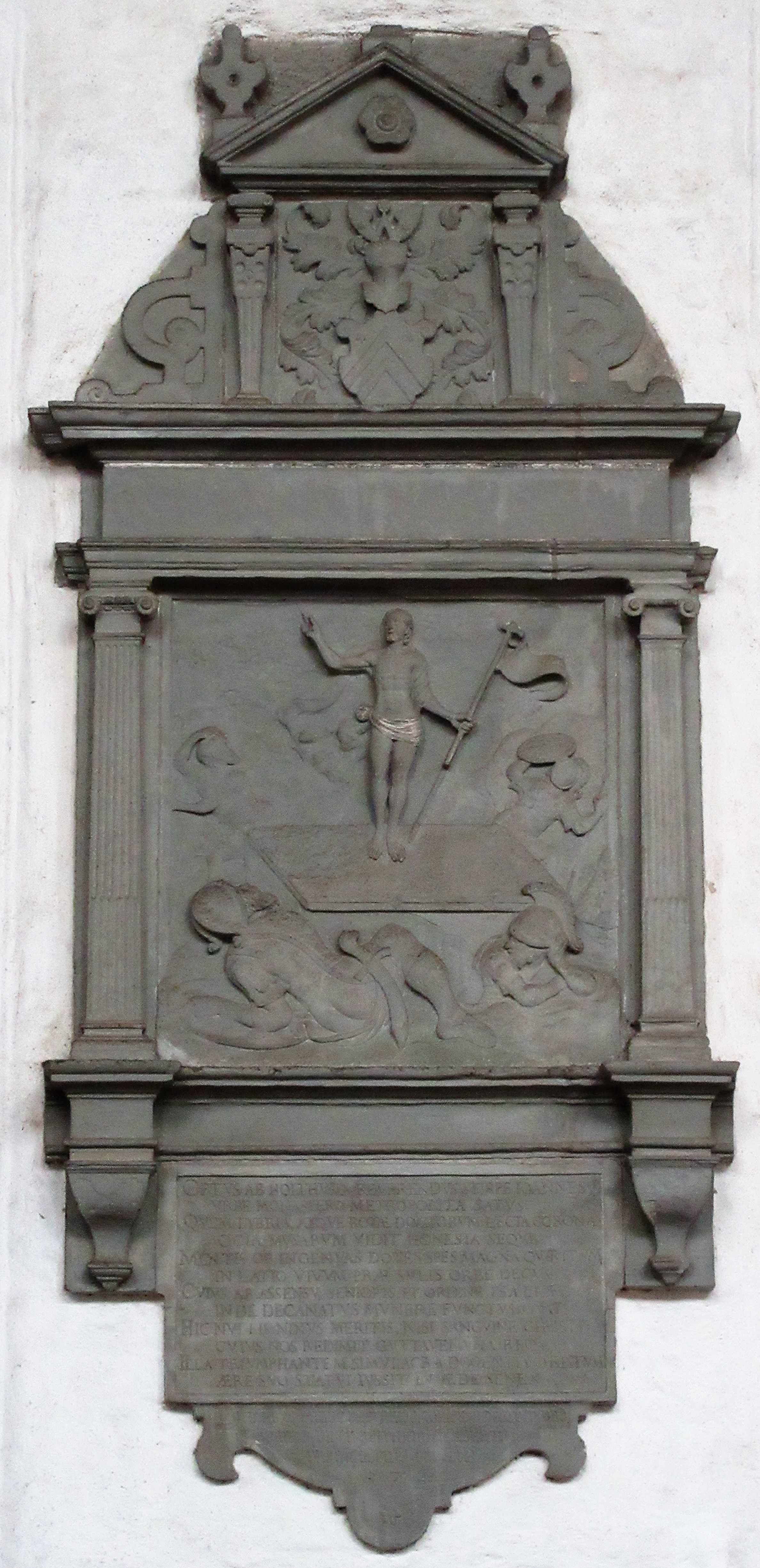
Johannes Holthusens Epitaph im Dom zu Lübeck

Johannes Holthusen (* in Münster; † 12. Februar 1586 in Lübeck) war ein deutscher römisch-katholischer Geistlicher und Domdekan am Lübecker Dom.

## Leben
Johannes Holthusen stammte aus einer wohlhabenden Familie in Münster. Als Magister ging er nach Rom, wo er als Auditor an der Rota Romana tätig war und zum päpstlichen Hofpfalzgraf ernannt wurde.
1547 erhielt er die Lübecker Präbende des in Spanien verstorbenen Hinrich Brandes. Von 1550 bis zu seinem Tod residierte er in Lübeck. Er wurde Cantor und Canonicus Senior des Lübecker Domkapitels. Am 27. Oktober 1570 wählte ihn das Kapitel mit knapper Mehrheit zum Nachfolger von Andreas Angerstein als Domdekan. Wie Angerstein war Holthusen gegen die Reformation eingestellt, er konnte sich jedoch nicht damit durchsetzen, das Domkapitel auf die Entscheidungen des Konzils von Trient zu verpflichten. Nachdem der (protestantische) Bischof Eberhard von Holle zu Weihnachten 1571 mit seiner Begleitung im Haus des Dekans eine „grobe Ungebühr“ begangen hatte, kam es zu einem Prozess vor dem Reichskammergericht zwischen Bischof und Kapitel um die Abgrenzung ihrer Rechte und Befugnisse. Der Prozess endete 1575 mit einem Vergleich, der auch festlegte, dass der Eid auf das Tridentinum nicht erzwungen werden könne.
1574 kaufte Holthusen seiner Köchin und Konkubine Anne ein Haus in Lübeck auf Leibgeding. In seinem Testament von 1585 bedachte er seine Köchin Margrete Pohlmann und vermachte deren Sohn Berend Pohlmann seine Bücher, Harnische und Spieße.
Schon 1574 ließ er sich im Lübecker Dom ein Epitaph aus Sandstein setzen. Es zeigt in einer Renaissance-Nische ein Relief der Auferstehung Christi, bekrönt von seinem Wappen. Darunter befindet sich eine lateinische Inschrift von sechs Distichen. Das Epitaph ist in die Nordseite des zweiten südlichen Langschiffpfeilers eingelassen und (ohne die 1888 erneuerte Bemalung und Vergoldung) erhalten.